# Берёзовый (Ачинский район)
Берёзовый — посёлок в Ачинском районе Красноярского края России. Входит в состав Ястребовского сельсовета. Находится примерно в 9 км к востоку от районного центра, города Ачинск, на высоте 309 метров над уровнем моря.

## Население
| 1989 | 2002 | 2010 |
| ---- | ---- | ---- |
| 423  | ↗439 | ↘377 |

Гендерный состав
По данным Всероссийской переписи населения 2010 года 193 мужчины и 184 женщины из 377 чел.

## Улицы
Уличная сеть посёлка состоит из 5 улиц и 1 переулка.